# Cisseps mathewi
Cisseps mathewi là một loài bướm đêm thuộc phân họ Arctiinae, họ Erebidae.